# 小林保清
小林 保清（こばやし やすきよ、1941年9月19日 - ）は、日本の経営者。コーセー社長を務めた。創業者小林孝三郎の三男

## 来歴・人物
東京都出身。1964年に慶應義塾大学法学部を卒業し、1966年に小林コーセーに入社。1969年に取締役に就任し、常務、専務を経て、1997年3月に社長に就任。2007年6月に会長に就任。
2011年11月に旭日中綬章を受章。